# Gelsemiaceae
Gelsemiaceae es una familia de plantas de flores que pertenece al orden de Gentianales. 

## Descripción
Son bejucos leñosos, volubles; tallos glabros. Hojas opuestas, pecioladas; estípulas representadas por una línea delgada conectando los pecíolos; lámina ovada a lanceolada, delgadamente coriácea, penninervada, los márgenes enteros, el ápice acuminado. Flores 1-numerosas, axilares o en cimas terminales, cortamente pediceladas, 5-meras, distilas o homostilas; pedicelo multibracteolado; cáliz corto, los sépalos imbricados; corola infundibuliforme, amarilla, los lobos patentes; estambres 5, incluidos; ovario superior, 2-locular, oblongo; estilo alargado, delgado, 2-fido, cada rama dividida otra vez. Fruto en cápsula oblonga, rostrada, loculicidamente dehiscente; semillas numerosas, comprimidas, frecuentemente aladas, diminutamente tuberculadas.
La familia solo contiene dos géneros Gelsemium y Mostuea.
El Gelsemium tiene tres especies , una de Asia meridional y dos en Norteamérica y Centroamérica.
El Mostuea tiene ocho especies que son nativas de selvas tropicales de Suramérica, África y Madagascar.

## Taxonomía
La familia fue descrita por Struwe & V.A.Albert y publicado en Cladistics 10(2): 206. 1994[1995]. El género tipo es:  Gelsemium